# Placido Puccinelli
Placido Puccinelli (* 1609 in Pescia; † 1685 in Florenz) war ein Italienischer Mönch der Cassinensischen Kongregation, Historiker und Gelehrter.

## Leben
Placido wurde in der Abtei Santa Maria in Florenz erzogen und legte am 15. Januar 1626 seine Ordensprofess ab. Er interessierte sich sofort für historische Studien und Forschungen, vor allem auf dem Gebiet der Genealogie und der Prosopographie, in Anlehnung an die große Tradition der Abtei. Sein Vorbild war der Historiker Francesco Maria Fiorentini (1603–1673) aus Lucca, mit dem er eine tiefe Freundschaft und einen fruchtbaren kulturellen Austausch pflegte. Er war ein häufiger Besucher der von Kardinal-Erzbischof Federico Borromeo neu gegründeten Biblioteca Ambrosiana in Mailand. Lange Zeit war er als Wanderprediger in den Städten Norditaliens unterwegs. Eine Zeit lang war er Novizenmeister im Konvent San Pietro von Gessate, der bis zu deren Aufhebung den Humiliaten gehörte.
Die Biblioteca capitolare in Pescia hat einen Sonderbestand zu Placido Puccinelli.

## Werke (Auswahl)
- Historia dell’eroiche attioni della gran dama Vuilla, principessa della Toscana, duchessa di Spoleto, e contessa di Camerino. Nella stamperia di Francesco Sauio, stampator della corte arciuvescovile, Neapel 1643;
- Historia di Ugo, principe della Toscana. Matteo Leni e Giovanni Vecellio, Venedig 1643;
- Cronica della Badia Fiorentina. Florenz 1645;
- Vita di San Barnaba apostolo, primo pastore di Milano. Giovan Battista Malatesta (Tipografo) e Giulio Cesare Malatesta (Tipografo), Mailand 1649;
- Memorie antiche di Milano e d’alcuni altri luoghi dello Stato. Mailand 1650;
- Zodiaco della Chiesa milanese. Per Giovan Battista e Giulio Cesare fratelli Malatesta, Mailand 1650;
- Vita di San Simpliciano Arcivescovo di Milano. Malatesti stampatori, Mailand 1650;
- Memorie dell’insigne e nobile terra di Pescia. 1664. (Nachdruck Alberto Forni, Sala Bolognese 1981);
- Memorie sepolcrali dell’Abbadia Fiorentina e d’altri Monasteri. Milano 1664.